# Sühbaataryn Yanjmaa
Pour les articles homonymes, voir Sukhbaatar.
Sühbaataryn Yanjmaa (mongol : Сүхбаатарын Янжмаа), née Nemendeyen Yanjmaa (Нэмэндэен Янжмаа), le 2 février 1893 et morte le 1er mai 1962, est une femme politique mongole qui a exercé les fonctions honorifiques de chef de l'État de la République populaire mongole.

## Biographie

### Jeunesse
Sükhbaataryn Yanjmaa est la veuve de Damdin Sükhbaatar, considéré comme un héros militaire de Mongolie, responsable de l'indépendance de la Mongolie-Extérieure, et qui meurt en 1923 à l'âge de 30 ans. À la place du nom de son père Nemedeyen, comme c'est le cas normal en Mongolie, elle prend le nom de son mari après sa mort.

### Carrière politique
Sükhbaataryn Yanjmaa est membre du Politburo du Parti populaire de la Révolution de 1940 à 1954 et secrétaire du comité central du parti entre 1941 et 1947. 
Elle est membre du Présidium du petit Khoural (comité exécutif du Grand Khoural d'État, ou Parlement) de 1940 à 1950, et du Grand Khoural (grande assemblée) de 1950 à 1962 et première vice-présidente de cette institution.
Après la mort de Gonchigiyn Bumatsende, elle devient présidente par intérim du présidium du Grand Khoural de la République populaire mongole (chef d'État honorifique) du 23 septembre 1953 au 7 juillet 1954.